# Graufächerschwanz

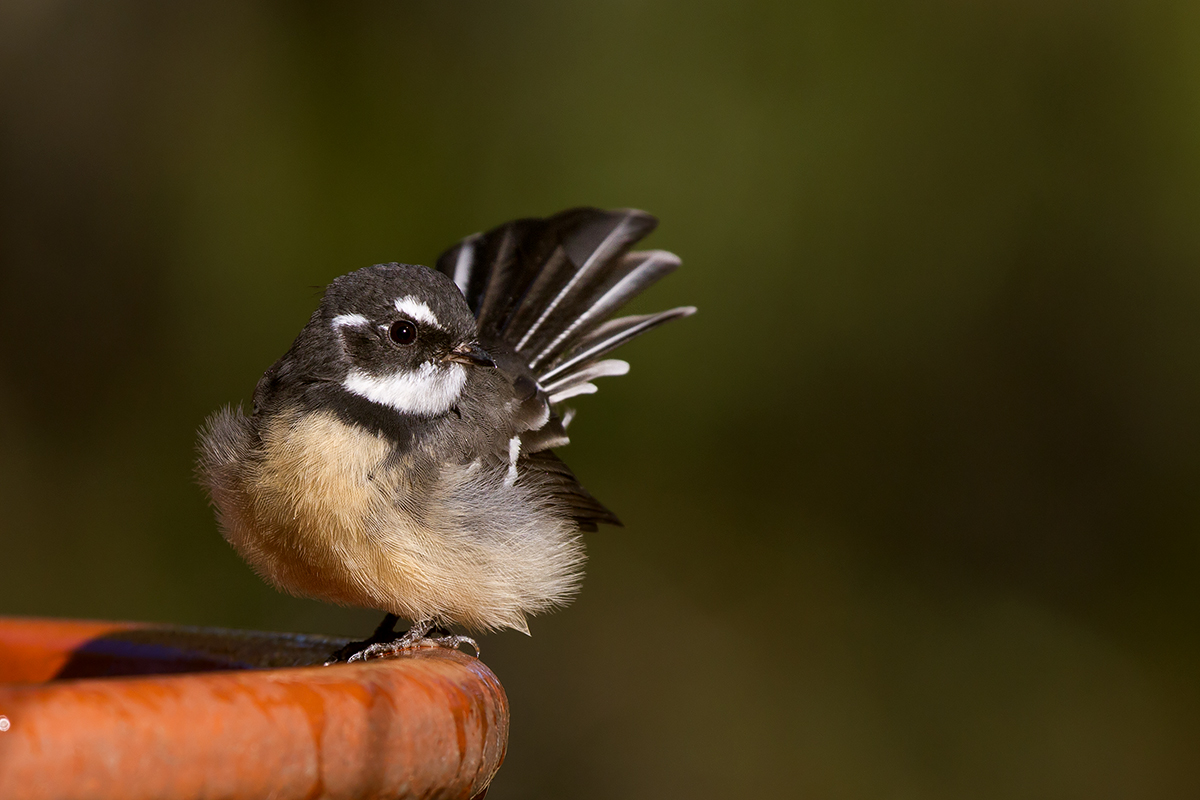
Graufächerschwanz, Victoria

Der Graufächerschwanz (Rhipidura albiscapa) ist ein Singvogel aus der Gattung der gleichnamigen Familie der Fächerschwänze (Rhipiduridae). Sein Verbreitungsgebiet erstreckt sich von den Salomonen bis nach Tasmanien. Gemeinsam mit dem Fuchs- und Gartenfächerschwanz gehört er in Australien zu den weit verbreiteten und häufigen Fächerschwanzarten. Es werden mehrere Unterarten unterschieden, die zuvor alle als Unterarten des Neuseelandfächerschwanzes eingestuft wurden.
Die Bestandssituation des Graufächerschwanzes wird von der IUCN als nicht gefährdet (least concern) eingestuft.

## Merkmale
Der Graufächerschwanz erreicht eine Körperlänge von 14 bis 17 cm und ein Gewicht von 6,5 bis 9 g. Die Männchen der Nominatform sind oberseits rußgrau. Die Seiten des Gesichts sind rußfarben. Über dem Auge befindet sich ein schmaler, weißer Überaugenstreif. Hinter dem Auge befindet sich ein weiterer weißer Strich.
Das Schwanzgefieder ist auf der Oberseite überwiegend schwarzgrau und kontrastiert mit der helleren Körperoberseite. Die Außenfahnen der einzelnen Steuerfedern sind schmal weiß gesäumt. Die äußeren drei Steuerfederpaare haben außerdem weiße Federspitzen. Von dem mittleren Steuerfederpaar haben alle Steuerfedern außerdem einen weißen Federschaft.
Kinn und Kehle sind weiß und durch ein schmales graues Band vom Gefieder der übrigen Körperunterseite abgesetzt. Die Körperunterseite ist cremefarben bis bräunlich überwaschen. Der Schnabel ist schwarz, der Unterschnabel hat jedoch eine cremefarbene bis fleischfarbene Schnabelbasis. Die Iris ist schwarzbraun, die Beine und Füße sind grauschwarz.
Jungvögel gleichen den adulten Vögeln. Bei ihnen ist die cremefarbene bis fleischfarbene Basis am Unterschnabel jedoch etwas ausgeprägter. Die Federn der großen Flügeldecken weisen häufig isabellfarbene Federspitzen auf. Das Schnabelinnere, das bei den adulten Vögeln gewöhnlich schwarz ist, ist bei ihnen noch cremefarben bis gelblich-orange.

## Verbreitung und Zugverhalten

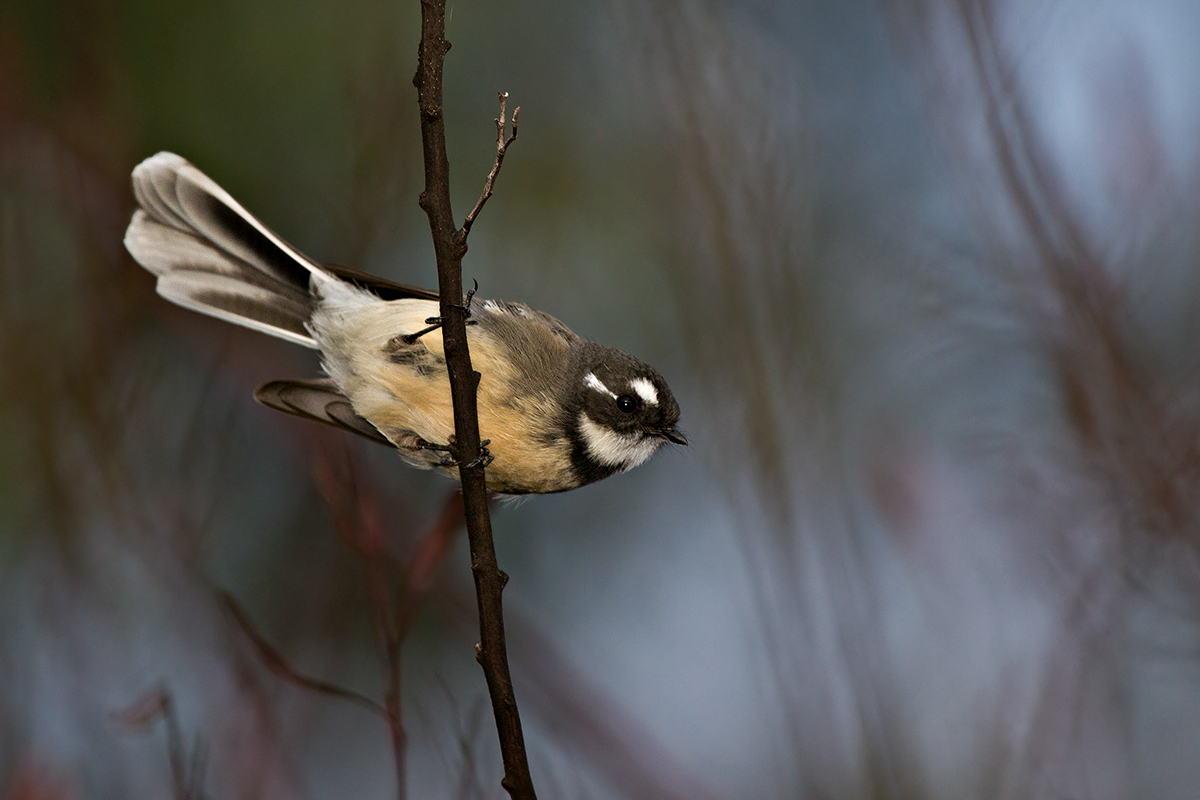
Graufächerschwanz

Das natürliche Verbreitungsgebiet umfasst Australien, Neukaledonien, die Salomonen und Vanuatu. In Australien liegt der Verbreitungsschwerpunkt im Osten und Südwesten.
Das Zugverhalten des Graufächerschwanzes ist bislang nicht abschließend untersucht, gilt aber als sehr komplex. Im gesamten Verbreitungsgebiet sind Graufächerschwänze teils Standvögel, teils Zugvögel. Das Zugverhalten ist dabei teils von der einzelnen Unterart abhängig. So gilt die im Nordosten Australiens beheimatete Unterart Rhipidura albiscapa keasti, die im Hochland leben, als Standvogel, während die küstennah lebenden Populationen im Winterhalbjahr nach Norden und Westen ziehen. Ein ähnlich uneinheitliches Verhalten zeigt die auf Tasmanien brütende Unterart Rhipidura albiscapa albiscapa im Winterhalbjahr, bei der Teile der Population im Winterhalbjahr in den Südosten Australiens zieht, andere Populationsteile jedoch im Brutgebiet bleiben.

## Unterarten und ihr jeweiliges Verbreitungsgebiet

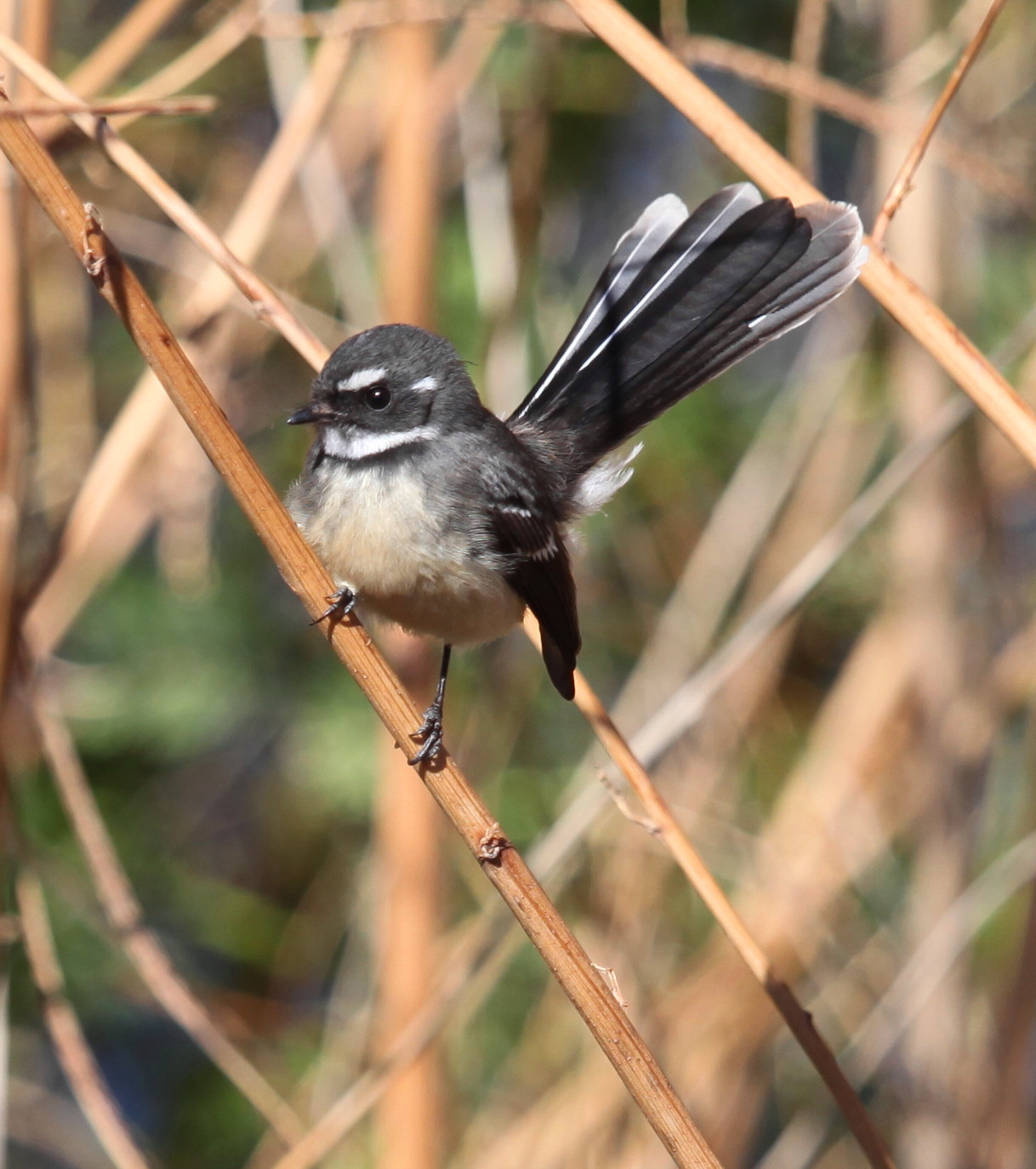
Graufächerschwanz, Australien

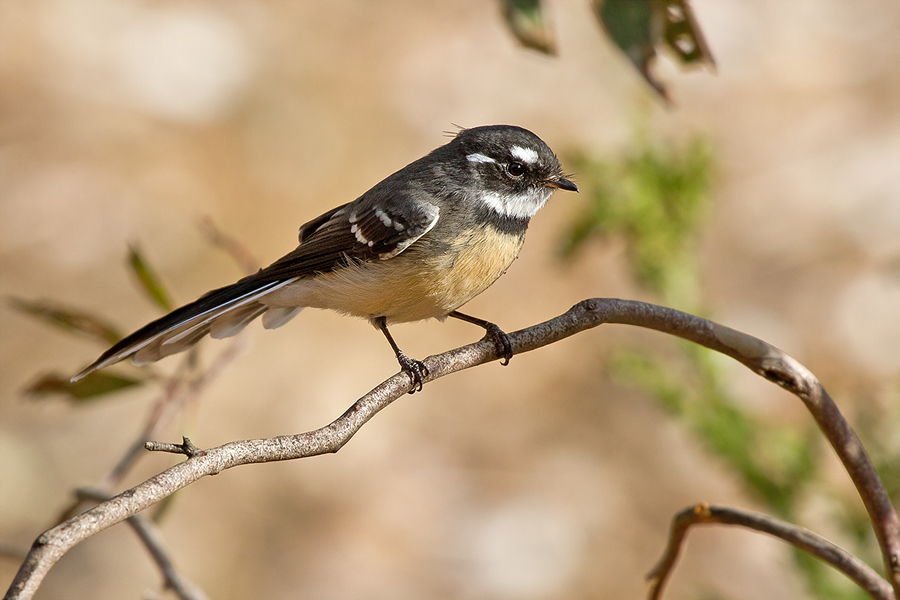
Graufächerschwanz, Victoria

Vom Graufächerschwanz sind 8 Unterarten beschrieben:
- Rhipidura albiscapa brenchleyi Sharpe, 1879 – Südöstliche Salomonen (Makira), Moa Island und Vanuatu.
- Rhipidura albiscapa bulgeri E. L. Layard, 1877 – Neukaledonien, Isle of Pines und Loyalitätsinseln (Lifou, möglicherweise nur Irrgast).
- Rhipidura albiscapa pelzelni G. R. Gray, 1862 – Norfolkinsel
- Rhipidura albiscapa keasti Ford, 1981 – Nordöstliches Australien.
- Rhipidura albiscapa albicauda North, 1895 – Zentrales Australien.
- Rhipidura albiscapa alisteri Mathews, 1911 – Südöstliches, südliches zentrales und östliches zentrales Australien, als Zugvogel bis ins nördliche Australien, möglicherweise Neuguinea.
- Rhipidura albiscapa albiscapa Gould, 1840 – Tasmanien, Inseln der Bass-Straße und, nicht brütend, südöstliches Australien.
- Rhipidura albiscapa preissi Cabanis, 1851 – Südwestliches Australien, als Zugvogel bis nordwestliches Australien.

## Lebensraum
Der Graufächerschwanz ist eine Vogelart bewaldeter Gebiete. Er kommt vorwiegend in Eukalyptus- und Akazienwäldern vor, besiedelt aber auch Regenwälder und Wälder entlang von Fließgewässern. Er ist außerdem häufig im urbanen Lebensraum anzutreffen und besiedelt Parklandschaften und Gärten. Er nutzt außerdem Dickichte entlang von Straßen als Lebensraum. Plantagen mit in Australien eingeführten Kieferbäumen werden von ihm ebenfalls besiedelt, sofern diese bereits älter sind und ein dichtes Unterholz aufweisen.

## Nahrung
Der Graufächerschwanz ist überwiegend ein Insektenfresser. Den größten Teil seiner Nahrung fängt er im Flug. Nur selten pickt er Insekten von Blättern oder Ästen. Er frisst außerdem gelegentlich kleine Wirbeltiere, Früchte und Samen. Während der Nahrungssuche ist er gewöhnlich einzelgängerisch oder in Paaren unterwegs. Bei kleineren Trupps, die gemeinsam nach Nahrung suchen, handelt es sich vermutlich um Elternvögel mit ihrem Nachwuchs.

## Fortpflanzung

### Revier

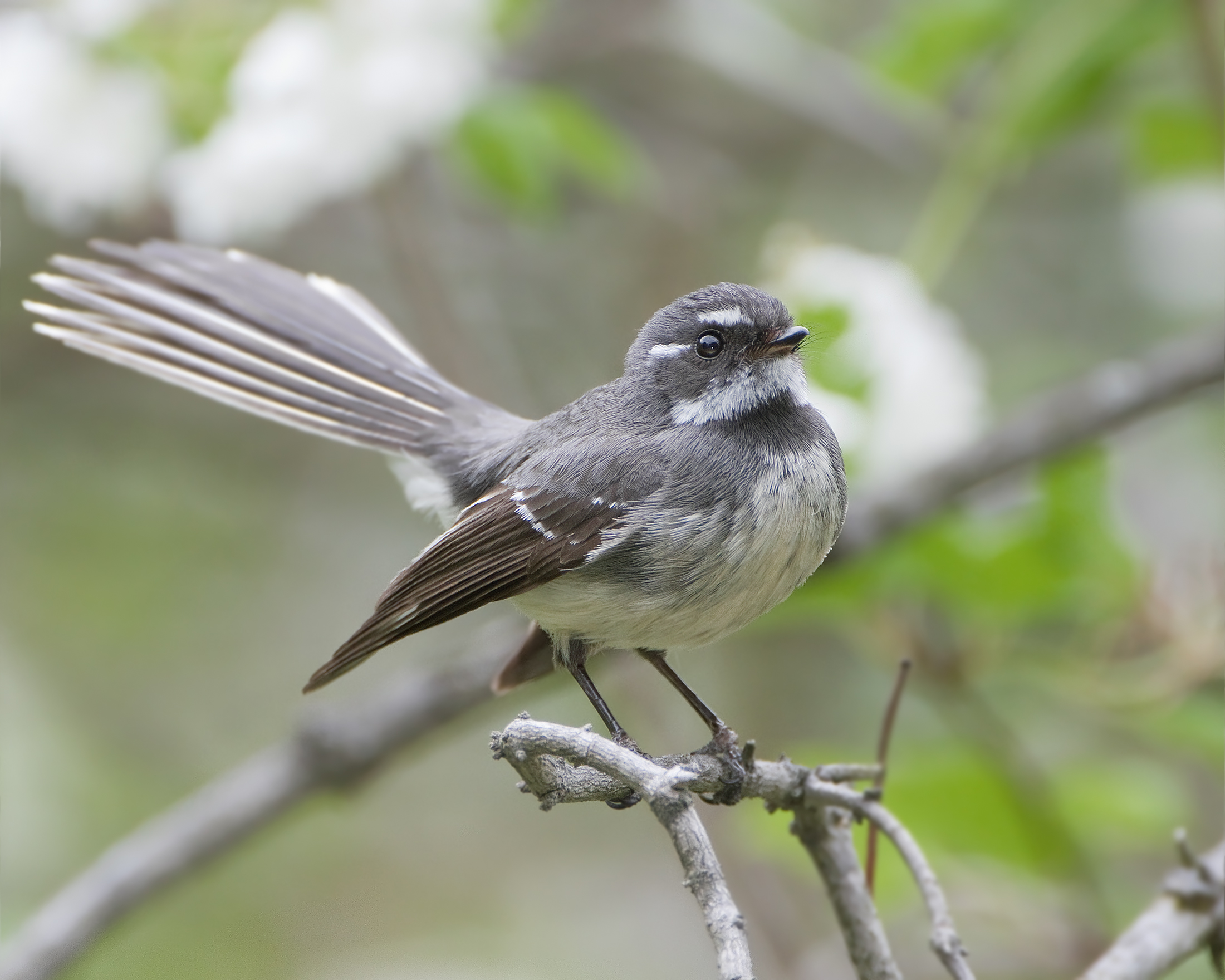
Graufächerschwanz

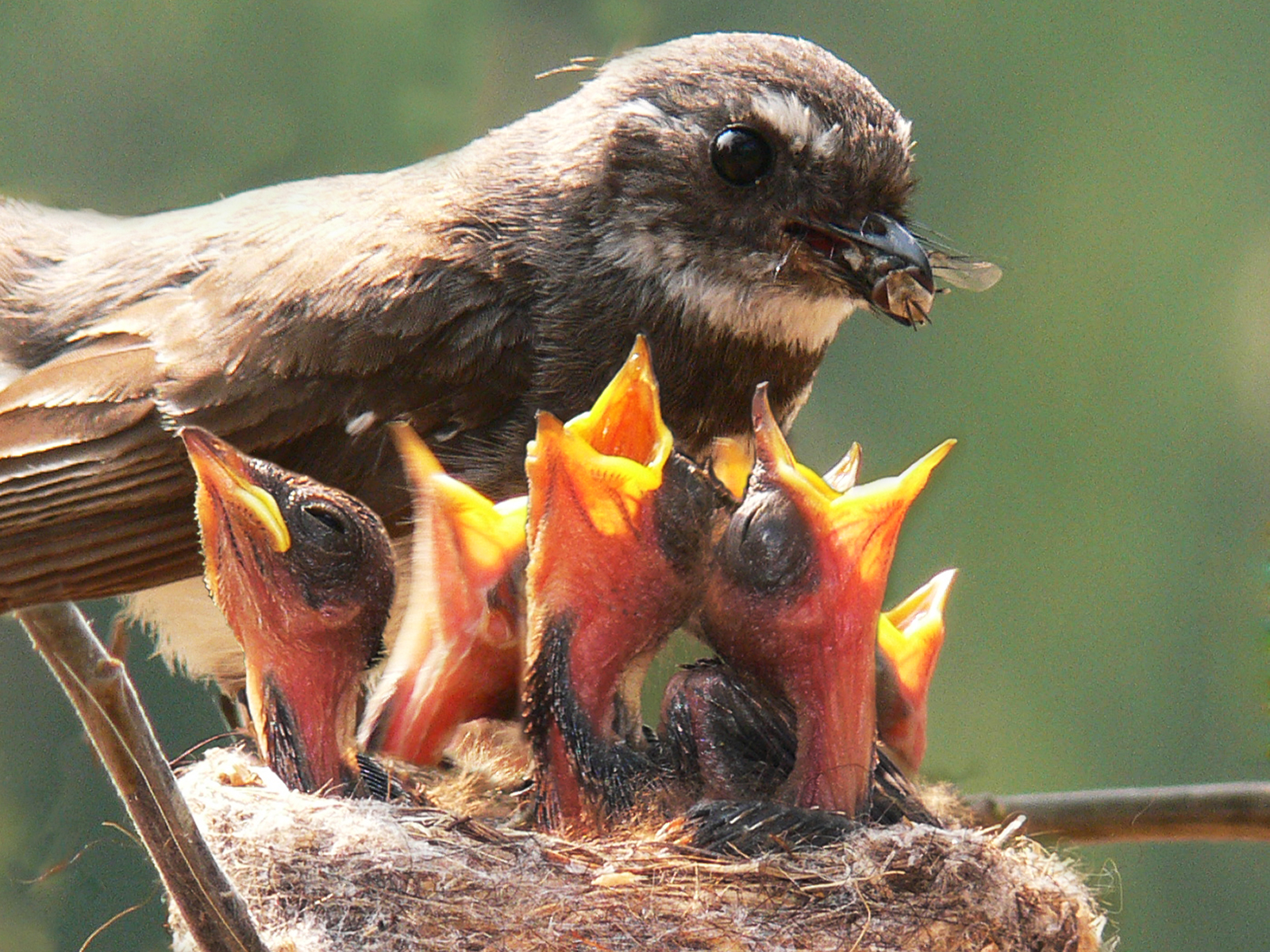
Graufächerschwanz füttert seine Nestlinge

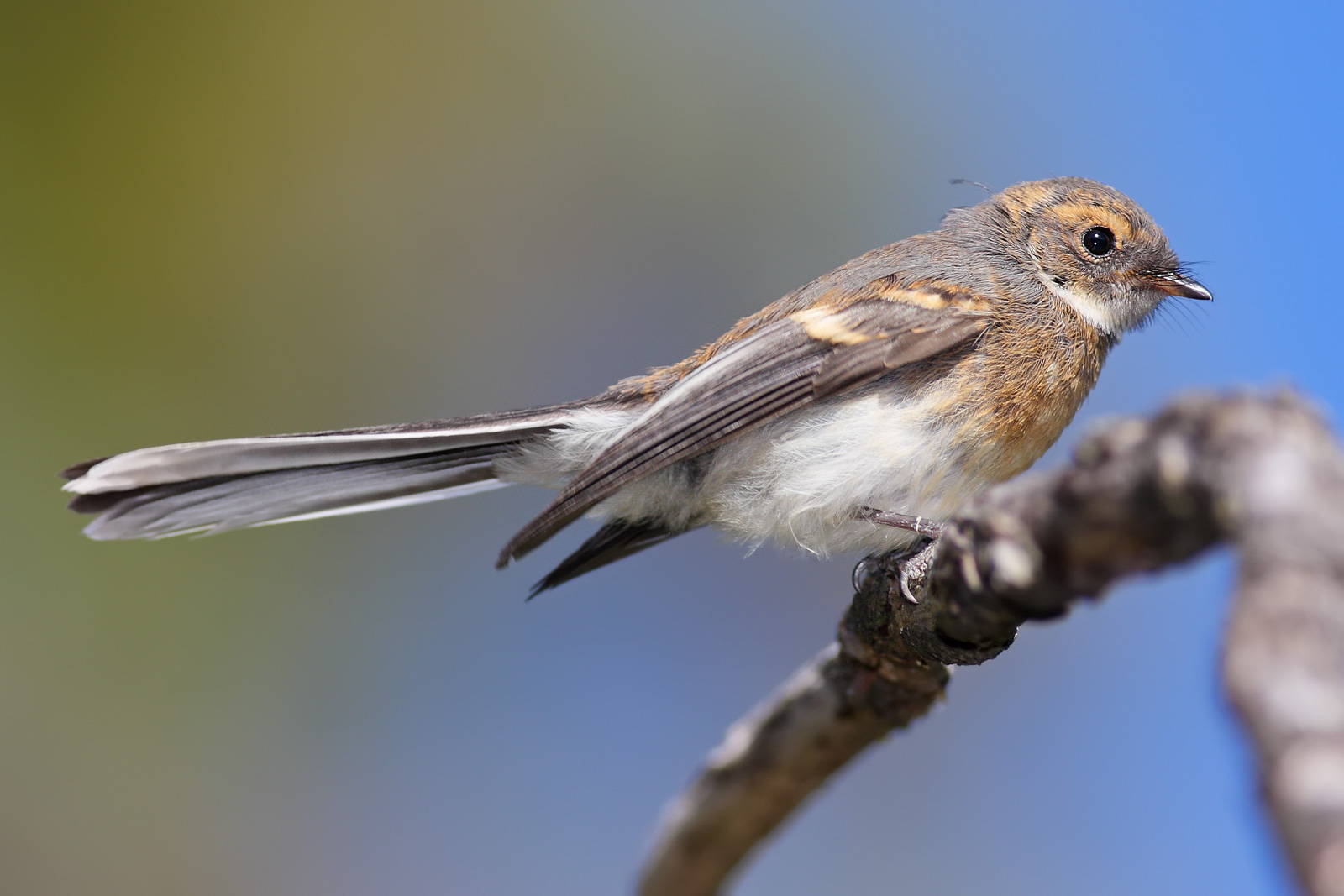
Graufächerschwanz, Jungvogel

Der Graufächerschwanz verteidigt während der Brutzeit ein Revier. Die Teile der Populationen, die im Winterhalbjahr nicht in andere Regionen abziehen, verteidigen dieses Revier ganzjährig. Das Männchen signalisiert seinen Revierbesitz durch Gesang, er ist vor allem in den frühen Morgenstunden zu vernehmen. Auf den Gesang angrenzender Revierinhaber reagiert er nicht.
Das Revier wird vor allem während der Brutzeit energisch verteidigt. Sie greifen dann auch wesentlich größere Vogelarten sowie Säugetiere an.

### Brutzeit und Nest
Die Brutzeit fällt in Australien in den Zeitraum August bis Januar, die meisten Gelege werden jedoch zwischen Oktober und Dezember gefunden. Graufächerschwänze können mehrere Bruten innerhalb einer Brutzeit aufziehen. In einem dokumentierten Fall zog ein Brutpaar innerhalb einer Brutzeit vier Gelege mit jeweils vier Eiern groß. Dies ist möglich, weil Graufächerschwänze nicht nur eine vergleichsweise lange Brutzeit haben, sondern auch sogenannte Schachtelbruten durchführen: Das Weibchen baut bereits das neue Nest, während das Männchen noch die Jungvögel füttert.
Das Nest wird gewöhnlich in Büschen oder in Bäumen gebaut. Nester der vorherigen Brutsaison werden in den meisten Fällen nicht wieder genutzt, sie sind jedoch vergleichsweise treu gegenüber dem vorherigen Neststandort und errichten ihr Nest in der Nähe zum alten Nest.
Das Nest ist napfförmig und weist wie bei vielen anderen Fächerschwänzen ein schwanzförmiges Anhängsel auf, so dass das Nest in seinem Erscheinungsbild an ein Weinglas erinnert. Nur in Einzelfällen fehlt dieses schwanzförmiges Anhängsel. Das Nest wird aus feinem Gras, feinen Rindenstreifen und gelegentlich Moos, Flechten, kleinen Wurzeln und Schafwolle gebaut. Gelegentlich sind beide Elternvögel am Nestbau beteiligt, bei der zweiten und dritten Brut innerhalb eines Jahres errichtet das Weibchen jedoch das Nest häufig alleine.

### Gelege und Brutzeit
Das Gelege umfasst zwischen einem und fünf Eier, für die in Australien beheimateten Unterarten ist eine Gelegegröße von zwei bis drei Eiern jedoch typisch. Die Eier werden gewöhnlich in einem Abstand von 24 Stunden gelegt. Die Brutzeit variiert sehr stark, es werden Brutzeiten von acht bis 20 Tagen angegeben. Im Schnitt brüten die Vögel jedoch rund 13 bis 14 Tage.

### Jungvögel
Die Nestlingszeit beträgt zwischen 10 und 16 Tagen. Sie werden von beiden Elternvögeln gefüttert. Das Männchen hat bei der Fütterung der Jungvögel insbesondere dann einen größeren Anteil, wenn das Weibchen bereits am Bau des nächsten Nestes arbeitet.